# Стенско
 Тази статия е за селото в България.  За селото в Гърция вижте Стенско (дем Нестрам).  
Стенско е село в Западна България. То се намира в община Кюстендил, област Кюстендил.

## География
Стенско е село в Западна България

## История
Според някои жители на селото, преди години е имало стена, останала още от римско време. Предполагало се, че е била част от закрит пазар. От стената идва името на селото.
Възможно е името му да произлиза от „стеница“, т.е. „дървеница“ – дума използвана в западните български наречия (Иречек 1974, 94).

## Културни и природни забележителности
Сред забележителностите на селото се открояват параклисът Св. Илия, православният храм и местността за почивка „Славеева чешма“. Гордост на селото е учителската фамилия Тасеви. Години наред, няколко поколения от техния род са ограмотявали жителите на кюстендилския край. А в съвремието наследниците ум са прочути земеделски производители. Както черешовите и ябълкови градини на Евгени Кьосев, прочут в страната и Европа с уникалните си по качество череши под името дядо Генчо. Забележителни със своите разнообразни сортове са и черешовите градини в селото. Има останки от стари турски водопроводи и стари пимски и турски пътища и стени. Малкото село се слави и с големите си таланти в медицината доц. Рангачев, Д-р Станимир Наков- ортопед и травматолог, ръководител на отделение в Национална многопрофилна транспортна болница "Цар Борис III" – София, Проф. д-р Кириен Кьосев, д.м.. началник на Втора клиника по коремна хирургия ВОЕННОМЕДИЦИНСКА АКАДЕМИЯ

## Редовни събития
Ежегодно се провежда Земляческа среща. На тази среща се събират хора от цяла България които идват в родното си място да празнуват и да видят близки и роднини. На Илинден, се организира курбан за здраве в чест на светеца.